# Oloï (rivière)
La rivière Oloï (en russe : Олой) est un cours d'eau du district autonome de Tchoukotka, en Russie, et un affluent de la rive droite de l'Omolon, dans le bassin de la Kolyma.

## Géographie
L'Oloï est longue de 471 km et draine un bassin de 23 100 km2. Elle coule selon une direction générale nord-ouest et traverse des régions très faiblement peuplées de Tchoukotka. Elle rejoint l'Omolon à Krioukovo.

## Hydrologie
L'Oloï a un régime nivo-pluvial. Elle est gelée d'octobre à fin mai.